# Szmuel Bresław
Szmuel Bresław (ur. 1920 w Moskwie, zm. 3 września 1942 w Warszawie) – polski publicysta i redaktor żydowskiego pochodzenia, działacz ruchu oporu w getcie warszawskim.

## Życiorys
Urodził się w Moskwie, w inteligenckiej rodzinie o tradycjach syjonistycznych. W 1925 roku przeprowadził się do Warszawy. Po wybuchu II wojny światowej opuścił miasto w marszu na wschód. Doszedł do Wilna. W 1940 roku powrócił do Warszawy.
W getcie warszawskim był jednym z przywódców organizacji Ha-Szomer Ha-Cair. Był redaktorem prawie wszystkich podziemnych pism wydawanych przez tę organizację, szczególnie polskojęzycznych. Zajmował się badaniami postaw młodzieży w getcie warszawskim, okazjonalnie pisał do archiwum Ringelbluma. Był członkiem Żydowskiej Organizacji Bojowej. Zginął zatrzymany, podczas misji wyśledzenia miejsca, gdzie zabrano aresztowanego w tym dniu Józefa Kapłana, na ulicy Gęsiej, rzuciwszy się z nożem na uzbrojonego Niemca w samochodzie. 
Pochowany 4 września na cmentarzu żydowskim przy ulicy Okopowej w Warszawie (jego nagrobek się nie zachował).